# Particulier Gereformeerd Burgerweeshuis Nijkerk
Het Particulier Gereformeerd Burgerweeshuis in Nijkerk bood van 1860 tot 1972 onderdak aan wezen.

## Historie
Hoewel het gebouw aan het Vetkamp pas in 1860 werd gebouwd, was het weeshuis als instituut al veel ouder. Het was in 1637 dat het Catharinaklooster dankzij giften aangekocht kon worden om onderdak te bieden aan kinderen die door de pest hun ouders waren verloren. De eerste schenking werd in 1636 gedaan door Wouter van Hennekeler en zijn vrouw Elisabeth Schouten. 
Vanwege strenge toelatingseisen waren er in de beginjaren maar weinig wezen die een plaats in het weeshuis kregen. De kinderen moesten geboren zijn uit een wettig huwelijk van ouders die ook in Nijkerk geboren waren. Bovendien moesten zij de gereformeerde leer aanhangen. Zij mochten geen besmettelijke ziekten meebrengen en moesten een leeftijd onder de tien jaar hebben. Bovendien werden alle goederen die de ouders nalieten bezit van het weeshuis. 
Toen het aantal wezen groeide, werden de kinderen ook in gastgezinnen geplaatst. 

## Beschrijving

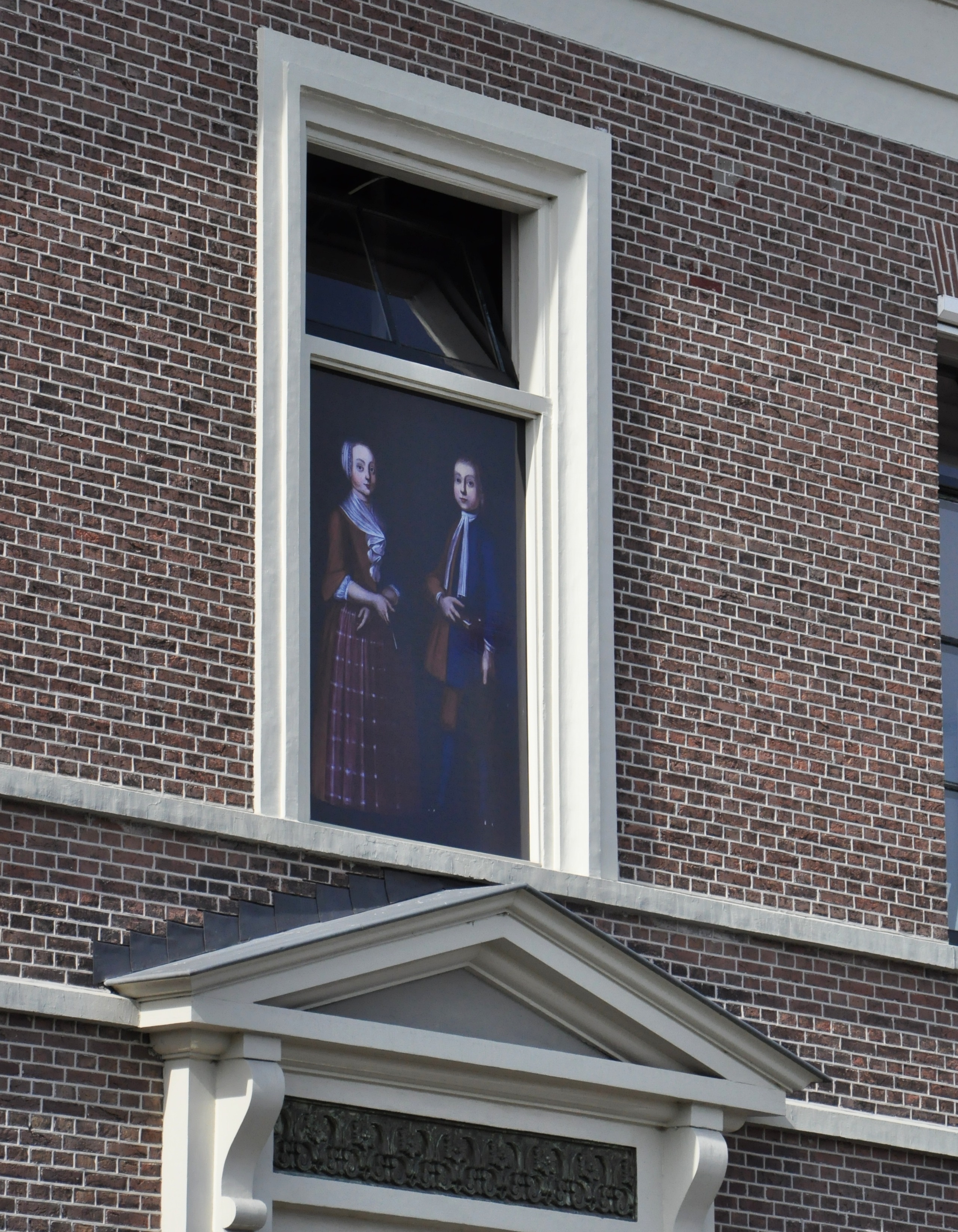
Het schilderij aan de gevel

In 1860 werd het huidige gebouw in gebruik genomen dat ontworpen was door architect Jurling. Het ontwerp is statig en in neoclassicistische stijl. Het middendeel steekt iets uit (risaliet en wordt bekroond door een fronton. In het fronton staat de tekst 'Particulier Gereformeerd Burgerweeshuis' en het bouwjaar 1860. Na de sluiting van het weeshuis in 1972 is de tekst verwijderd, maar bij de restauratie van de gevel enkele jaren geleden is het fronton in originele staat hersteld, dus met de tekst en de blauwe kleur. 
Boven de hoofdingang is een schilderij aangebracht waarop twee weeskinderen uit de 19e eeuw staan afgebeeld. Het zijn Aalbert van den Berg en Jannetje van Hennekeler. Het schilderij is in na de sluiting van het weeshuis verdwenen, maar bij de restauratie van de gevel enkele jaren geleden werd een kopie van het oorspronkelijke schilderij geplaatst.
Links en rechts van de hoofdingang zijn twee gevelstenen aangebracht. Op de linker steen staat:
'Tot heil van arme wezen zijn de grondslagen der stichting uit welker middelen dit huis werd gebouwd gelegd door JHr N van Deelen, Ds A Nijenhuis, W van Hennekeler, R van Twiller, J van Tilen, J van Rensseler, 17 april 1641.'
Op de rechter steen staat:
'De eerste steen gelegd door het jongste weeskind, Jannetje van Hennekeler oud 3 jaar, in tegenwoordigheid van de regenten, H van Grevengoed, A van der Flier, J Blokhuis, H van der Goot J.z., W van Winkoop, A van Ramshorst J.z., 21 julij 1859.'

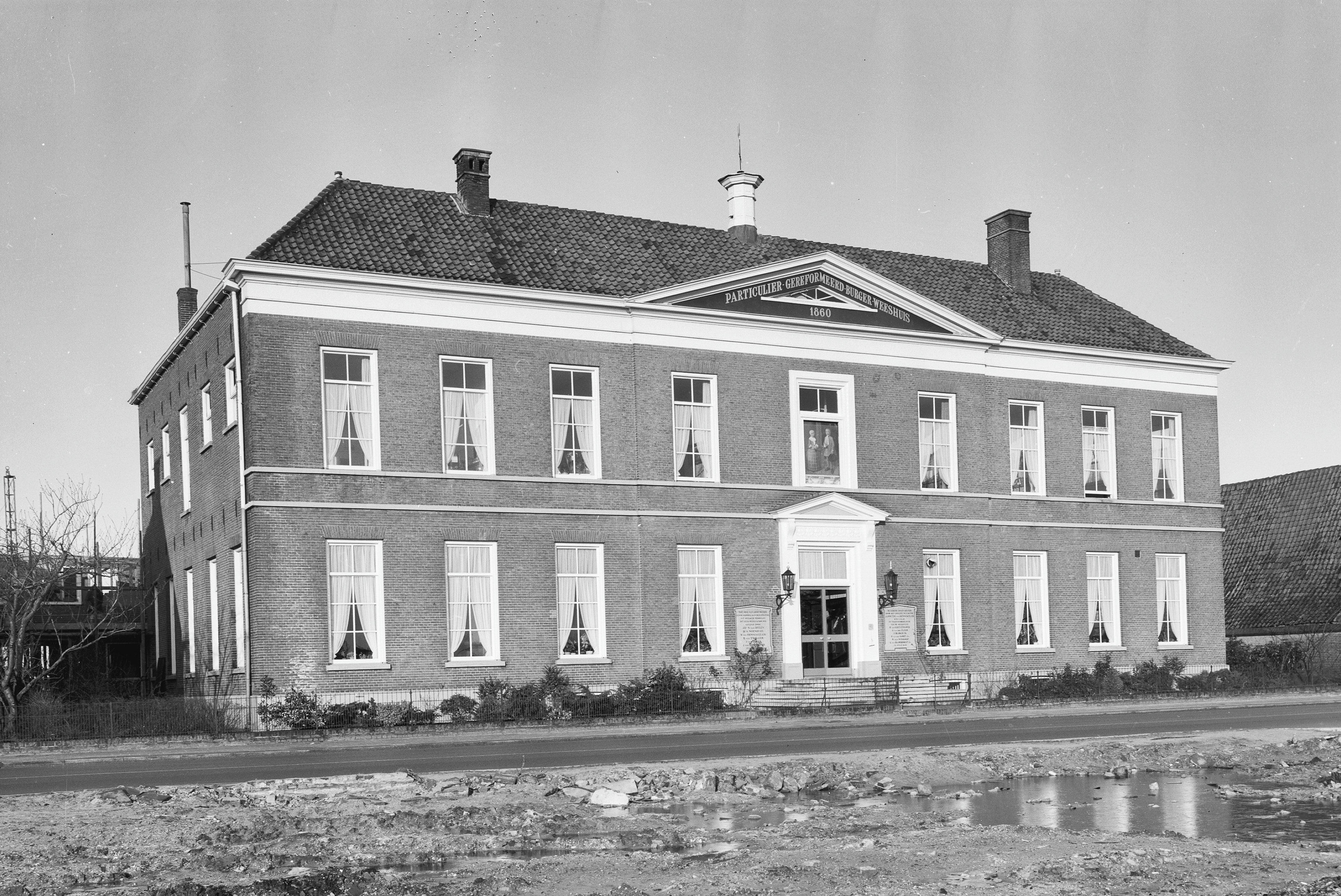
Het weeshuis in 1965

## Regentenkamer
In het weeshuis is een regentenkamer ingericht. Er hangt onder meer een schilderij van de heren die in 1645 de regenten van het weeshuis waren. Het zijn jonker Stephanus van Deelen, dominee Albertus Nijenhuis, Jacob van Tielen, Gijsbert Rijken van de Hoolwerf, Reyner Reyners en schout Lambert van Huet. Boven hun hoofden zijn hun wapens afgebeeld. Tevens zijn de wapens van vier overleden regenten geschilderd. 

## Leven in het weeshuis
Rond 1875 was het aantal wezen het grootst: 35. De wezen hadden zich te houden aan strenge regels. Zo was er een strak schema waarin bijvoorbeeld ontbijttijden beschreven stonden. De wezen droegen allemaal dezelfde kleren en zij waren dus overal herkenbaar. 

## Sluiting
Na de Tweede Wereldoorlog werden er in het weeshuis ook halfwezen en kinderen die onder voogdij vielen opgenomen. In 1969 werd de naam van het weeshuis gewijzigd in 'Kinderhuis West-Veluwe'. In 1972 sloot het weeshuis definitief haar deuren.
1. ↑  Cornelis Lambertus Jurling (gedoopt Nijkerk 3 maart 1811, overleden aldaar 5 juni 1890) was stadsarchitect en stadscontroleur der gemeentewerken te Nijkerk. Hij groeide op in een timmermanswereld. Zoon Arie Jurling (1862-1943) volgde hem op.